# Höhenplan

Höhenplan einer Straßengradiente. Unten sind ein Krümmungs- und Querneigungsband angefügt.

Der Höhenplan (auch Längsschnitt, Längsprofil oder in Österreich Längenschnitt) ist Teil der Entwurfs- und Ausführungsunterlagen im Straßen- und Eisenbahnbau. Er zeigt einen vertikalen Schnitt entlang einer Trasse, als Bezugslinie dient in der Regel die Achse.
Um Längsneigungen, Neigungswechsel und geringe Höhenunterschiede deutlich darstellen zu können, wird der Höhenplan verzerrt bzw. überhöht gezeichnet. Das bedeutet, dass der Maßstab in der Höhe gegenüber dem Maßstab in der Länge um das Zehnfache vergrößert wird. Gängige Maßstäbe (Länge zu Höhe) sind 1:500 zu 1:50 oder 1:1000 zu 1:100.
Im Höhenplan werden neben dem höhenmäßigen Verlauf der Trasse (die so genannte Gradiente) und der Höhenlinie des Geländes auch das Neigungsband (auch Steigungsband genannt) und die Kuppen- bzw. Wannenausrundungen abgebildet. Des Weiteren beinhaltet der Höhenplan die Stationierung der Trasse, Bauwerke und ggf. die Bestandteile der Straßenentwässerung (Schächte und Leitungen). Zugeordnet werden zusätzlich Krümmungsband, Querneigungsband und Entwässerungsband.

## Entwurfselemente
Man verwendet folgende Entwurfselemente für die Gradiente im Höhenplan:
- Längsneigung
- Kuppenausrundung
- Wannenausrundung

### Längsneigung

#### Außerortsstraßen
Um die bewegten Erdmassen möglichst gering zu halten, sollte sich die Gradiente dem Gelände so gut wie möglich anpassen. Es sind jedoch auch gewisse Grenzwerte zu beachten, die von der Entwurfsklasse (EKL Landstraßen, EKA Autobahn) abhängen. Bei großen Längsneigungen ist zwar die Entwässerung sichergestellt, doch die Beeinträchtigungen durch lange Steigungs- und Gefällestrecken auf die Verkehrssicherheit und den Verkehrsablauf nehmen stark zu.
Die nachfolgende Tabelle liefert die zulässigen Längsneigungen abhängig von der Entwurfsklasse Landstraße (EKL) und der Entwurfsklasse Autobahn (EKA).
| Landstrasse    | Landstrasse | Autobahn       | Autobahn  |
| Entwurfsklasse | max s [%]   | Entwurfsklasse | max s [%] |
| -------------- | ----------- | -------------- | --------- |
| EKL 1          | 4,5         | EKA 1A         | 4,0       |
| EKL 2          | 5,5         | EKA 1B         | 4,5       |
| EKL 3          | 6,5         | EKA 2          | 4,5       |
| EKL 4          | 8,0         | EKA 3          | 6,0       |

#### Innerortsstraßen
Bei Innerortsstraßen existieren nach den Richtlinien für die Anlage von Stadtstraßen keine Entwurfsklassen. Die maximalen Längsneigungen sind hier von den zulässigen Geschwindigkeiten abhängig (Vzul). 
Bei Vzul = 50 km/h ergibt sich max s = 8,0 (12,0) %; bei  Vzul = 70 km/h ergibt sich max s = 6,0 (8,0) % (Klammerwerte sind Ausnahmen).

### Kuppen- und Wannenausrundung

#### Außerortsstraßen
Durch den angepassten Verlauf der Gradiente an das Gelände bildet die Gradiente in den Tälern eine Wanne und an den Hügelkuppen eine Kuppe aus. Da ein plötzlicher Wechsel von Gefälle zu Steigung oder umgekehrt fahrdynamisch nicht umsetzbar ist, muss die Wanne bzw. Kuppe ausgerundet werden. Der vertikale Abstand zwischen Tangentenschnittpunkt und Gradientenausrundung wird als Bogenstich bezeichnet. Die Länge einer Ausrundung ergibt sich aus der doppelten Tangentenlänge T. Man unterscheidet dabei zwischen einer Neigungsänderung und einem Neigungswechsel. Eine Neigungsänderung ergibt sich wenn sich die Neigung einer Straße verändert (z. B. von Steigungsstrecke mit 4 % auf Steigungsstrecke mit 3 %). Ein Neigungswechsel bezeichnet einen vollständigen Wechsel der Längsneigung (z. B. von Steigungsstrecke mit 4 % zu einer Gefällestrecke mit 4 %).
Nachfolgende Tabelle nennt die nach RAL empfohlenen Kuppen- und Wannenhalbmesser und die Mindestlängen der Tangenten.
| Entwurfsklasse | Kuppenhalbmesser Hk [m] | Wannenhalbmesser Hw [m] | Tangentenlänge T [m] |
| -------------- | ----------------------- | ----------------------- | -------------------- |
| EKL 1          | ≥ 8000                  | ≥ 4000                  | 100                  |
| EKL 2          | ≥ 6000                  | ≥ 3500                  | 85                   |
| EKL 3          | ≥ 5000                  | ≥ 3000                  | 70                   |
| EKL 4          | ≥ 3000                  | ≥ 2000                  | 55                   |

Unabhängig davon sind zur Sicherstellung der Halte- und Überholsichtweiten und des Kraftschlusses Mindesthalbmesser einzuhalten.

#### Innerortsstraßen
Bei Innerortsstraßen spielt die Fahrdynamik im Allgemeinen keine Rolle, so dass überwiegend die Befahrbarkeit zu beachten ist. Um ein Aufsetzen von Fahrzeugen zu verhindern, sind an Stadtstraßen in der Regel folgende Mindest-Ausrundungen einzuhalten:
|                  | Angebaute Stadtstraßen | Anbaufreie Stadtstraßen mit vzul = 50 km/h | Anbaufreie Stadtstraßen mit vzul = 70 km/h |
| ---------------- | ---------------------- | ------------------------------------------ | ------------------------------------------ |
| Kuppenausrundung | 250 m                  | 900 m                                      | 2200 m                                     |
| Wannenausrundung | 150 m                  | 500 m                                      | 1200 m                                     |

#### Parkbauten
In Parkbauten, die nur von Pkw befahren werden, sind Ausrundungen von HK ≥ 15 m und HW ≥ 20 m ausreichend. In Parkbauten oder Ladehöfen, die auch von Bussen oder Lkw befahren werden, sind die Ausrundungen individuell für die Bemessungsfahrzeuge zu bestimmen. Darüber hinaus ist im Ausrundungsbereich die lichte Höhe für das vertikal ausschwenkende Fahrzeugheck zu berücksichtigen.

### Geschichte

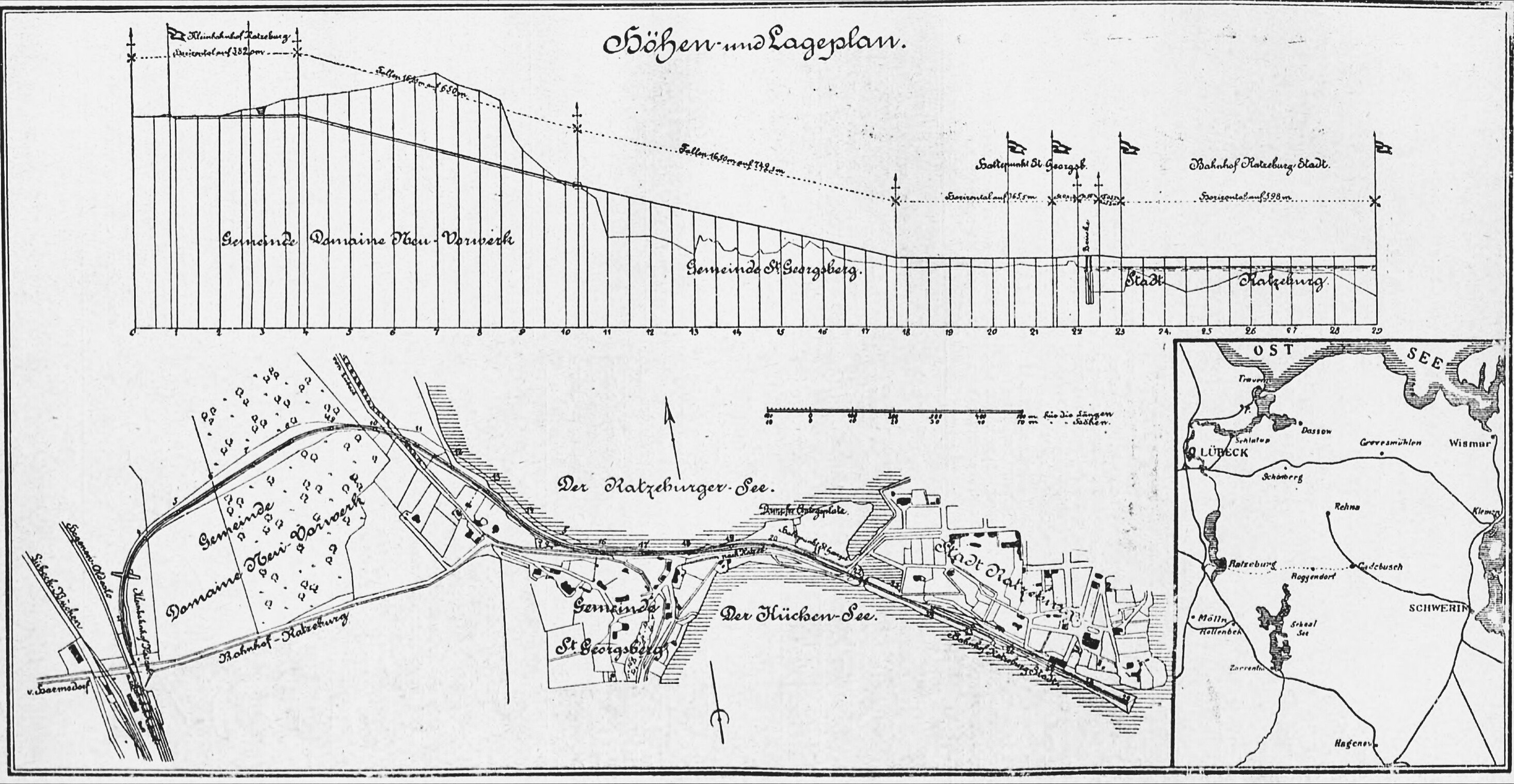
Höhen- und Lageplan der Ratzeburger Kleinbahn (1902)

Mit der Einführung der Eisenbahn-Bau- und Betriebsordnung im Mai 1967 wurde die vormals gültige Regelung aufgehoben, zwischen zwei gegenläufigen Neigungen eine horizontale oder schwach geneigte Zwischenstrecke einzuschalten.